# ناتاشا فوينوفيتش
ناتاسا فوينوفيتش (السيريلية الصربية: Наташа Војновић) عارضة صرببية بوسنة، الذين شاركوا في إيليت موديل لوك لعام 1996.

## نشأتها
وُلد ناتاشا في 28 أغسطس 1979 في مدينة برتشكو في جمهورية يوغوسلافيا الاشتراكية الاتحادية. في سن الثانية عشرة، هربت من حرب البوسنة والهرسك وانتقلت إلى بلغراد ، صربيا.

## روابط خارجية
- ناتاشا فوينوفيتش على موقع دليل عارضات الأزياء (الإنجليزية)